# The Star Boarder (film fra 1919)
The Star Boarder er en amerikansk stumfilm fra 1919 af Larry Semon.

## Medvirkende
- Larry Semon
- Lucille Carlisle
- Frank Alexander